# Stefan Koubek
Stefan Koubek (1977. január 2. –) osztrák hivatásos teniszező. Eddigi karrierje során 3 egyéni és egy páros ATP tornagyőzelmet aratott. Eddigi legjobb Grand Slam eredménye a 2002-es Australian Openen elért negyeddöntő volt.

## ATP döntői

### Győzelmei (3)
| Tornagyőzelmek (Egyéni) |
| Grand Slam (0)          |
| Tennis Masters Cup (0)  |
| ATP Masters Series (0)  |
| ATP Tour (3)            |

| No. | Dátum              | Helyszín                       | Borítás | Ellenfél a döntőben | Eredmény a döntőben |
| 1.  | 1999. április 26.  | Atlanta, Egyesült Államok      | Salak   | Sébastien Grosjean  | 6–1 6–2             |
| 2.  | 2000. február 28.  | Delray Beach, Egyesült Államok | Kemény  | Alex Calatrava      | 6–1 4–6 6–4         |
| 3.  | 2002. december 30. | Doha, Katar                    | Kemény  | Jan-Michael Gambill | 6–4 6–4             |

### Elvesztett döntői (3)
| No. | Dátum                | Helyszín                        | Borítás | Ellenfél a döntőben | Eredmény a döntőben |
| 1.  | 1999. szeptember 13. | Bournemouth, Egyesült Királyság | Salak   | Adrian Voinea       | 1–6 7–5 7–6         |
| 2.  | 2006. január 30.     | Zágráb, Horvátország            | Szőnyeg | Ivan Ljubičić       | 6–3 6–4             |
| 3.  | 2007. január 1.      | Csennai, India                  | Kemény  | Xavier Malisse      | 6–1 6–3             |

## Külső hivatkozások
- ATP Profil[halott link]